# Tirso Ranulfo Brizuela
Tirso Ranulfo Brizuela (1 de marzo de 1923-22 de agosto de 1983) fue un militar argentino, perteneciente a la Armada, que se desempeñó como gobernador de facto del Territorio Nacional de la Tierra del Fuego, Antártida e Islas del Atlántico Sur entre junio y julio de 1966.

## Biografía
Nació en 1923. Ingresó a la Armada Argentina en 1941, egresando de la Escuela Naval Militar como guardiamarina en 1945, integrando la promoción 72.
A lo largo de su carrera, cumplió servicios en la Escuela Naval Militar, la Dirección General de Personal Naval, el Estado Mayor General Naval, Agrupación Transportes, Subsecretaría de Marina, Misión Naval de Instrucción en Paraguay, Comisión Naval Militar en Europa, entre otros. También en los buques ARA Pueyrredón, ARA Presidente Sarmiento, ARA Moreno, ARA Tucumán, ARA Murature y ARA 17 de Octubre.
Fue comandante del Área Naval Ushuaia. Tras el golpe de Estado de junio de 1966, fue interventor de facto del Territorio Nacional de la Tierra del Fuego, Antártida e Islas del Atlántico Sur durante menos de un mes, siendo sucedido por el contraalmirante (R) José María Guzmán. En el cargo, cesó en funciones a los intendentes y concejales de Ushuaia y Río Grande. Recibió al presidente de facto Juan Carlos Onganía, habilitando un nuevo muelle para el puerto de Ushuaia.
Fue comandante del dragaminas ARA Drummond (M-2), del destructor ARA Almirante Brown (D-10) y el primer comandante del portaviones ARA Veinticinco de Mayo (V-2) entre 1968 y 1970. Se dirigió a Rotterdam (Países Bajos) para la toma de posesión de la nave, zarpando en septiembre de 1969.
En 1965, recibió dos condecoraciones militares del gobierno de Paraguay.
Pasó a retiro en 1971, con el grado de capitán de navío que había alcanzado en 1965. Falleció en agosto de 1983, a los 60 años.